# Zemianske Sady
Zemianske Sady – wieś (obec) na Słowacji, w kraju trnawskim, w powiecie Galanta. Miejscowość położona jest na Nizinie Naddunajskiej.